# Physalaemus montubio
Physalaemus montubio é uma espécie de anfíbio da família Leptodactylidae.
É endémica do Equador.
Os seus habitats naturais são: florestas subtropicais ou tropicais húmidas de baixa altitude, matagal árido tropical ou subtropical, rios, marismas intermitentes de água doce, pastagens, jardins rurais e florestas secundárias altamente degradadas.